# La Ville détruite
Le Monument à la ville détruite de Rotterdam ou simplement La ville détruite,, La ville dévastée (en néerlandais : De verwoeste stad), La ville déchirée est une célèbre sculpture de Rotterdam, aux Pays-Bas, réalisée entre 1951 et 1953,,, par Ossip Zadkine (1890-1967), en commémoration du bombardement allemand du 14 mai 1940,,, qui a détruit le centre médiéval de la ville. Il s'agit probablement de l'œuvre la plus célèbre de l'artiste franco-russe, et de l'une des statues les plus connues du pays.
La sculpture est également connue sous les noms de Stad zonder hart (« La ville sans cœur »), Zadkini, Jan Gat, Jan met de handjes (« Jan aux petites mains ») et Jan met de jatjes.

## Localisation
La sculpture se trouve à Plein 1940 (Place 1940) , au Leuvehaven,, dans la zone portuaire, devant le Musée maritime de Rotterdam et l'ancien navire-école "De Buffel", et à proximité du Blaakse Bos, le complexe de maisons cubiques conçu par Piet Blom

## Description
La sculpture est en bronze et mesure environ 6,5 mètres, . Elle représente une figure humaine stylisée, qui semble crier, appuyée contre une souche d'arbre. La figure tient les bras pointant vers le ciel, la tête rejetée en arrière comme si elle pleurait de chagrin, et a un trou béant dans l'abdomen et la poitrine à la place du cœur. L'absence de cœur symboliserait la destruction du centre de Rotterdam. La sculpture symbolise le découragement de l'homme et a été comparée à la figure aux bras levés de terreur à l'extrême droite du tableau Guernica de Picasso. Elle repose sur un socle conique de 2 m de haut, constitué de blocs de granit du Labrador. Elle est située sur le côté nord du bassin du début du XVIIe siècle de Leuvehaven, dans le centre de Rotterdam.
Zadkine lui-même a décrit l'œuvre comme "un cri d'horreur contre la cruauté humaine". La puissance expressive des formes conçues pour être vues d'en bas se concentre dans un monument qui veut témoigner de la capacité de destruction de l'homme. Le travail de Zadkine a été influencé par Rodin et par le cubisme.

## Histoire
Zadkine a été inspiré quand, en 1947, il a vu la destruction de Rotterdam alors qu'il voyageait en train près de la ville.
L'artiste a créé une sculpture en terre cuite qui n'était pas initialement prévue pour Rotterdam, mais simplement comme une œuvre à la mémoire des victimes de la guerre en général et qui peut être considérée comme une sorte d'ébauche pour la sculpture en bronze. Cette sculpture, qui mesurait 70 centimètres, a été initialement exposée à Berlin et à Prague,.
Toutefois, compte tenu de la fragilité du matériau, peu adapté au transport, Zadkine en a également réalisé une similaire en plâtre.
Plus tard, en 1949, une exposition des œuvres de l'artiste a été organisée à Rotterdam, qui comprenait également une ébauche de la sculpture.
Vu l'intérêt suscité par cette œuvre, la direction du grand magasin Bijenkorf a décidé de commander une sculpture similaire à Zadkine et d'en faire don à la commune de Rotterdam.Le coût de l'opération s'est élevé à environ 24 500 florins.
Le quartier de Leuvehaven a été choisi comme lieu d'érection de la statue. La sculpture en bronze grandeur nature a été créée de 1951 à 1953 et coulée par la fonderie Susse à Paris.
La sculpture a été officiellement inaugurée le 15 mai 1953 par le maire de Rotterdam.
Une restauration de la sculpture a été entreprise en 2007.

## Galerie

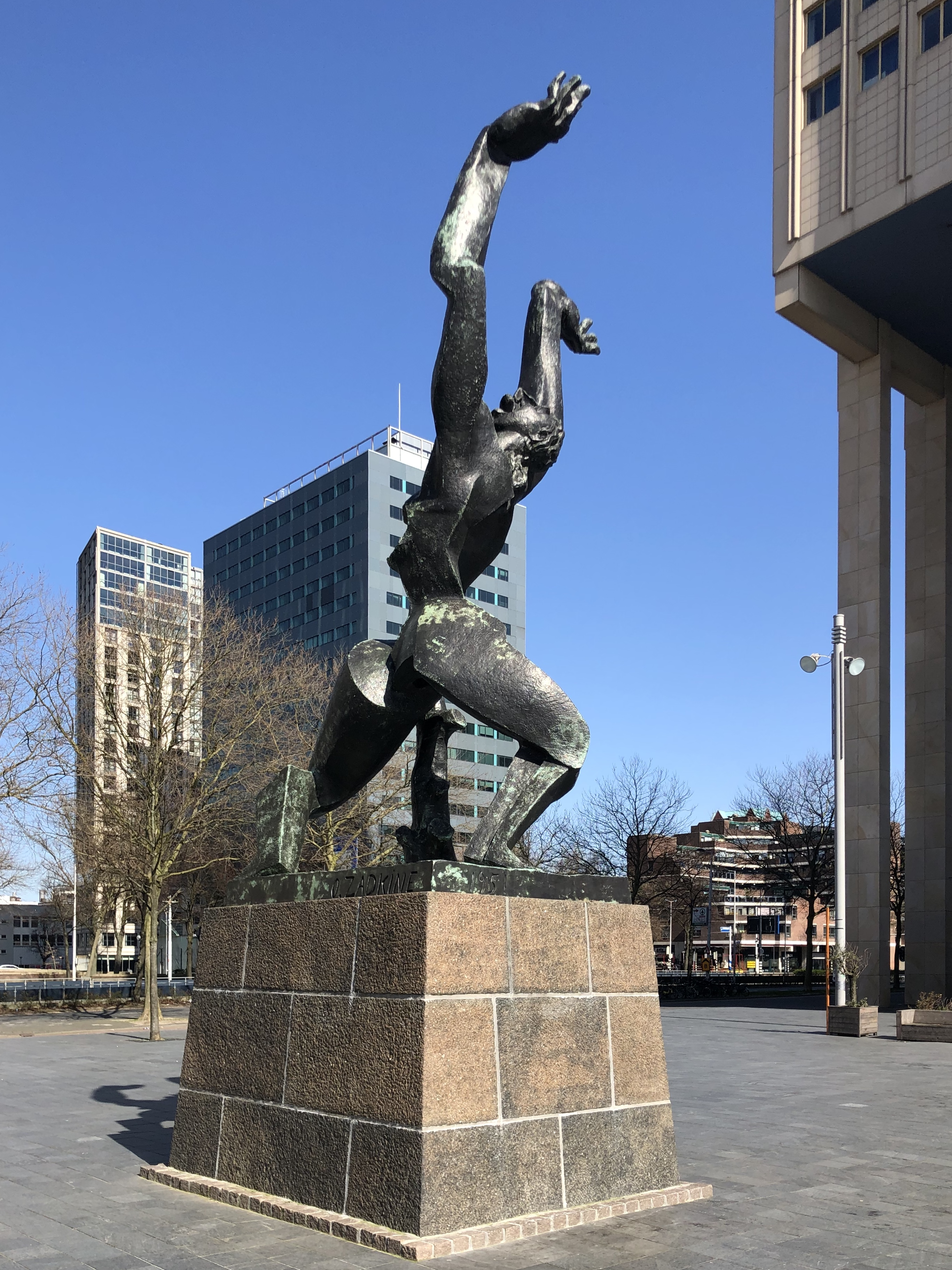
La sculpture sur son socle
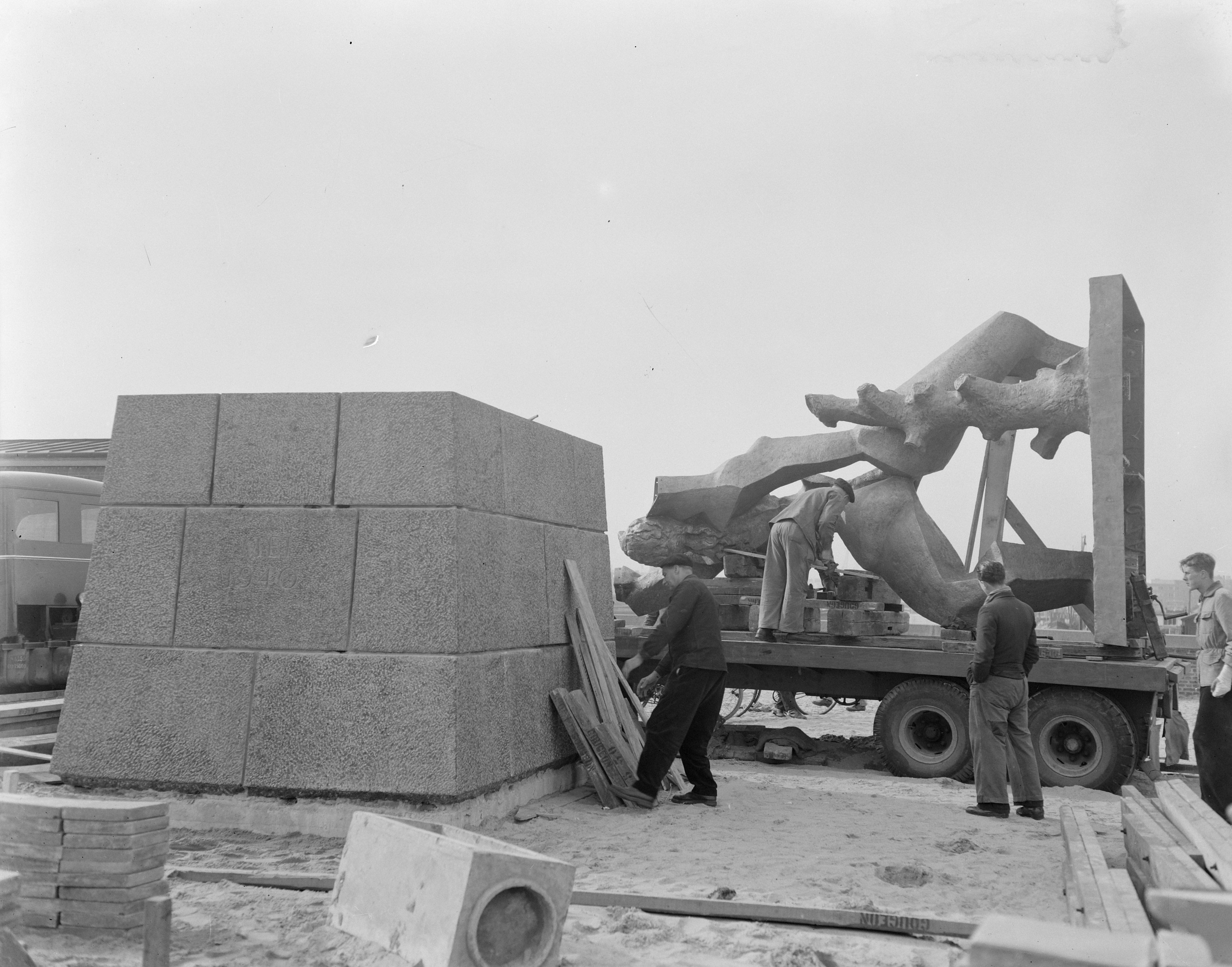
La statue non encore hissée sur le socle le 5 mai 1953
- Vidéo de l'inauguration
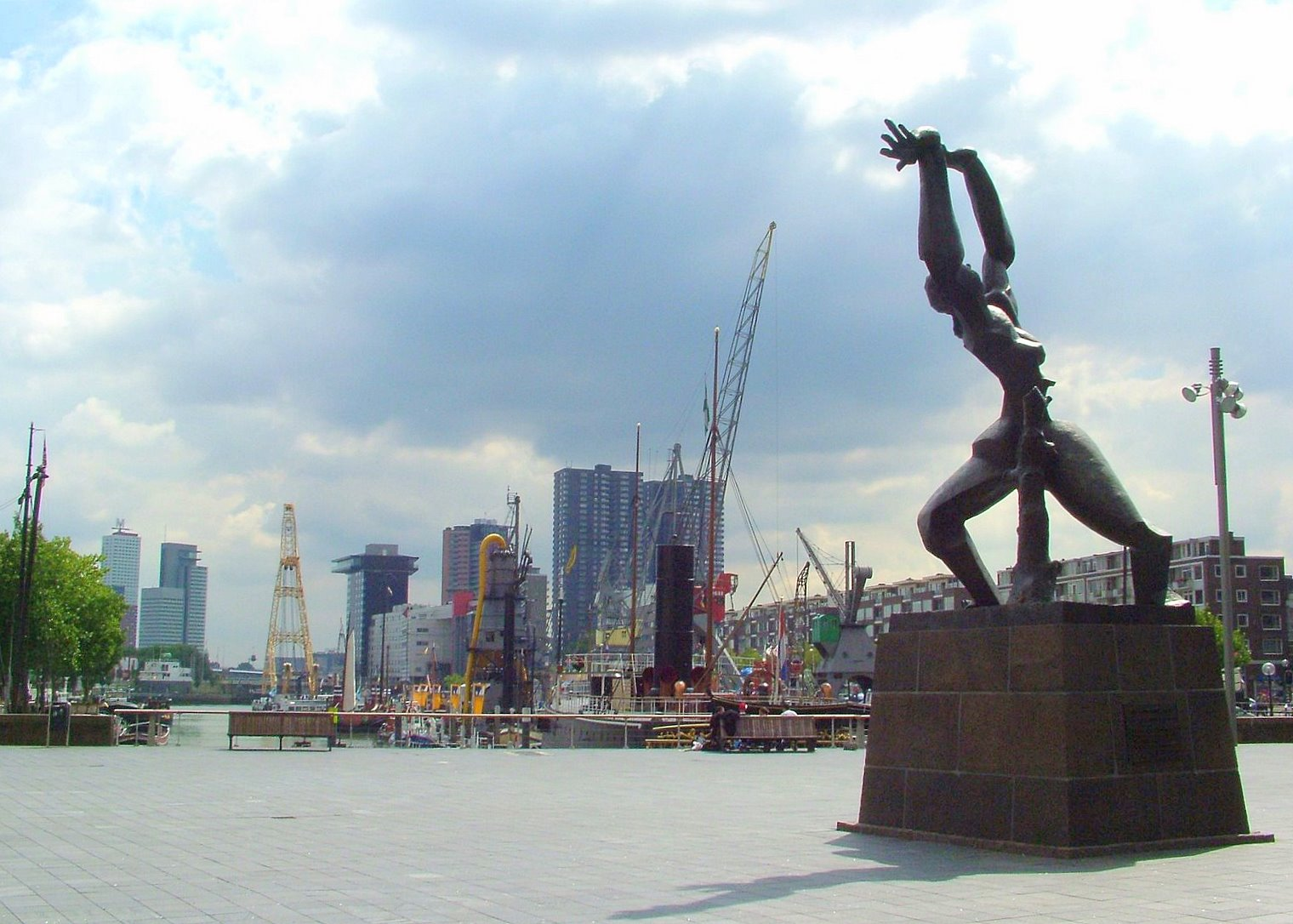
La statue en 2008